# Lexus
Lexus (レクサス Rekusasu) er et japansk luksusbilmærke, der en division under Toyota Motor Corporation. Hovedkontoret ligger i Nagoya, og Lexus, som sælges og markedsføres i mere end 70 lande,  er i dag Japans mest sælgende luksusbil-mærke. Lexus rangerer blandt de 10 største japanske mærker i markedsværdi